# Prix Hans-Freudenthal
Le prix Hans-Freudenthal distingue tous les deux ans depuis 2003 un auteur de recherches sur l’enseignement des mathématiques. Il est décerné par la Commission internationale de l’enseignement mathématique (CIEM) en l'honneur du mathématicien et pédagogue néerlandais Hans Freudenthal.

## Lauréats
- 2003 : Celia Hoyles (Royaume-Uni)[2]
- 2005 : Paul Cobb (États-Unis)
- 2007 : Anna Sfard (Israël)[3]
- 2009 : Yves Chevallard
- 2011 : Luis Radford[4]
- 2013 : Frederick Leung[5]
- 2015 : Jill Adler[6]
- 2017 : Terezinha Nunes (en)
- 2019 : Gert Schubring (de)[7]